# Erich Gritzner
Erich Gritzner (* 7. April 1874 in Berlin; † 10. November 1963 in Dresden) war ein deutscher Heraldiker, Genealoge und Siegelforscher.
Er war der Sohn des Heraldikers Maximilian Gritzner. Er besuchte Gymnasien in Berlin und Steglitz. Danach studierte Gritzner in Leipzig und Berlin. In dieser Zeit wurde er auch Burschenschafter. Im Jahr 1901 promovierte er in Leipzig zum Dr. phil. Anschließend unternahm er Studienreisen zu Archiven in Deutschland und Österreich.
Im Jahr 1903 trat Gritzner als wissenschaftlicher Hilfsarbeiter in das Geheime Haupt- und Staatsarchiv und das Ernestinische Gesamtarchiv in Weimar ein. In den Jahren 1907 und 1908 war er Archivassistent beim Bezirksarchiv von Lothringen. Danach wurde er zum großherzoglich Sächsischen Archivar mit Sitz in Weimar ernannt. Zwischen 1911 und 1920 war er Mitarbeiter in der sächsischen Kommission für Adelssachen und wurde schließlich Heroldsmeister im Ministerium des Innern in Dresden. Er hat sich auch an der sächsischen Adelspolitik im 20. Jahrhundert beteiligt. Gritzner war Mitglied einer Reihe von genealogischen Vereinen und Geschichtsverbänden.
Seit der Jahrhundertwende trat er als Verfasser heraldischer und sphragistischer Werke hervor.
Der Personennachlass wird durch das Sächsische Hauptstaatsarchiv Dresden betreut.

## Werke
- Mitarbeit am Neuen Siebmacher, Band 7: Berufswappen und die Siegel der deutschen Universitäten. Zusammenarbeit mit Gustav A. Seyler,
- Symbole und Wappen des alten deutschen Reichs. Leipzig 1902.
- Heraldik. In: Aloys Meister: Grundriss der Geschichtswissenschaft. Band I, Abt. 4, Leipzig/Berlin.
- Die Siegel der deutschen Universitäten in Deutschland, Österreich und Schweiz. Nürnberg 1906.